# Вељки Блх
Вељки Блх (слч. Veľký Blh) насељено је мјесто са административним статусом сеоске општине (слч. obec) у округу Римавска Собота, у Банскобистричком крају, Словачка Република.

## Становништво
| Година:    | 1994. | 2004.   | 2014.   | 2024.   |
| ---------- | ----- | ------- | ------- | ------- |
| Број људи: | 1127  | 1147    | 1207    | 1144    |
| Разлика:   |       | +1,77 % | +5,23 % | -5,21 % |

| Година:    | 2023. | 2024.   |
| ---------- | ----- | ------- |
| Број људи: | 1128  | 1144    |
| Разлика:   |       | +1,41 % |

Према подацима о броју становника из 2011. године насеље је имало 1.212 становника.